# Adrian Jusupović
Adrian Jusupović (ur. 1982) – polski historyk, badacz dziejów Rusi średniowiecznej i historii PRL, wydawca źródeł historycznych, profesor nauk humanistycznych. Pracuje w Instytucie Historii PAN.

## Życiorys
Absolwent XIII Liceum Ogólnokształcącego im. płk. Leopolda Lisa-Kuli w Warszawie. Studiował historię w Instytucie Historycznym Uniwersytetu Warszawskiego, gdzie uzyskał magisterium w 2006 r. Podczas studiów odbył staże zagraniczne m.in. w Instytucie Nauk Historycznych Reńskiego Uniwersytetu im. Fryderyka Wilhelma w Bonn, na Wydziale Historycznym Moskiewskiego Państwowego Uniwersytetu im. Łomonosowa, na Wydziale Historycznym Kijowskiego Państwowego Uniwersytetu im. Tarasa Szewczenki.
W 2011 obronił na Wydziale Historycznym Uniwersytetu Warszawskiego doktorat Elity ziemi halickiej i włodzimierskiej w czasach Romanowiczów (1205–1269). Studium Prozopograficzne (promotorzy Sławomir Gawlas i Andrzej Poppe) wydany drukiem (dwa wydania). Podjął pracę w Instytucie Pamięci Narodowej, opublikował szereg artykułów i edycji źródłowych poświęconym aparatowi bezpieczeństwa w PRL.
Zatrudniony w Instytucie Historii PAN. W 2015 r. uzyskał stypendium Ministra Nauki I Szkolnictwa Wyższego dla młodych wybitnych naukowców. Wydał wraz z Dariuszem Dąbrowskim edycję krytyczną Kroniki halicko-wołyńskiej (2017) oraz tłumaczenie na język polski (2017).
W 2018 r. otrzymał trzy nagrody: Nagroda Przeglądu Wschodniego 2017 (XXV jubileuszowa edycja) w kategorii: Edycja źródeł: „Kronika halicko-wołyńska. Kronika Romanowiczów”; I nagroda za najlepszą książkę historyczną roku (nagroda przyznawana przez dyrektorów instytutów historycznych w Polsce); I nagroda “Studiów Źródłoznawczych”, za najlepszą edycję w 2017 r. Uzyskał habilitację na podstawie rozprawy Polska i Ruś od X do XIII wieku w świetle badań źródłoznawczych w 2018 roku.
Profesor w Instytucie Historii PAN od lipca 2019. Od 2022 r. kieruje Zakładem Badań Źródłoznawczych i Edytorstwa. Dnia 29 maja 2023 r. otrzymał nominację na profesora nauk humanistycznych w dyscyplinie historia. Jest członkiem: Akademii Młodych Uczonych PAN w kadencji 2019–2024, Komitetu Nauk Historycznych PAN, Komitetu Słowianoznawstwa PAN oraz CERANEUM UŁ. Od 2024 członek redakcji czasopisma „Studia Źródłoznawcze”.

## Wybrane publikacje
- The Chronicle of Halych-Volhynia and Historical Collections in Medieval Rus’, Leiden-Boston: BRILL 2022
- Elity ziemi halickiej i wołyńskiej w czasach Romanowiczów (1205–1269): studium prozopograficzne, Wydawnictwo Avalon, Kraków 2013 (wyd. II 2016)
- Kronika halicko-wołyńska (Kronika Romanowiczów) w latopisarskiej kolekcji historycznej, Warszawa–Kraków 2019
- Kronika halicko-wołyńska. Kronika Romanowiczów, w: Monumenta Poloniae Historica, SN, t. 16, wyd. D. Dąbrowski, A. Jusupović, Kraków–Warszawa 2017.
- Kronika halicko-wołyńska. Kronika Romanowiczów, tłumaczenie, wstęp i komentarze D. Dąbrowski, A. Jusupović, Kraków-Warszawa 2017.
- Iwona Florkiewicz, Adrian Jusupović, Aleksandr Musin, The Sphinx of Slavic sigillography – small lead seals of “Drohiczyn type” from Czermno. Material evidence, Kraków – Leipzig – Rzeszów – Saint Petersburg – Warszawa 2020 (FRÜHZEIT OSTMITTELEUROPAS, Band 6, Teil 2).
- Instrukcje, wytyczne, pisma Departamentu IV Ministerstwa Spraw Wewnętrznych z lat 1962–1989 : wybór dokumentów / redakcja i opracowanie Adam Dziurok, Filip Musiał; wybór dokumentów Adam Dziurok, Adrian Jusupović, Marcin Kasprzycki, Łucja Marek, Filip Musiał, Anna Karolina Piekarska, Norbert Wójtowicz; Instytut Pamięci Narodowej. Komisja Ścigania Zbrodni przeciwko Narodowi Polskiemu. Wydawnictwo Avalon. Kraków, Katowice 2017.